# لنترن انترتینمنت
لنترن انترتینمنت به (انگلیسی: Lantern Entertainment) یک استودیوی فیلم مستقل آمریکایی و جانشین واینستین کمپانی است. این یک شرکت جداگانه است و کل دارایی‌ها را در حراج ورشکستگی خریداری کرده‌است.